# Eulamprus kosciuskoi
Espèce
Synonymes
- Lygosoma quoyi kosciuskoi Kinghorn, 1932

Eulamprus kosciuskoi est une espèce de sauriens de la famille des Scincidae.

## Répartition
Cette espèce est endémique d'Australie. Elle se rencontre au Queensland, en Nouvelle-Galles du Sud et au Victoria.

## Étymologie
Cette espèce est nommée en référence au lieu de sa découverte : le mont Kosciuszko.

## Publication originale
- Kinghorn, 1932 : Herpetological Notes No. 4. Records of the Australian Museum, vol. 18, no 2, p. 335-363 (texte intégral).